# Acarai (gebergte)
Acarai, ook wel Akarai, is een gebergte in het zuidelijke deel van het Tigri-gebied op de grens met Brazilië; Tigri is een betwist gebied in het zuiden van Guyana en Suriname. Op de locatie 1° 22′ NB, 59° 11′ WL in Guyana bereikt de keten op 1009 meter het hoogste punt. Het gebergte strekt zich uit naar het oosten, waar het overgaat in het Toemoek-Hoemakgebergte op de grens van Suriname en Brazilië.
Het is een natte, beboste hooglandregio met lage bergen. Op het gebergte ontspringen de rivieren Essequibo en de Corantijn; de feitelijke bron van de Essequibo werd in 2013 ontdekt door een Guyanees-Duits team. De bergketen werd voor het eerst genoemd in 1821 door AH Brué als Sierra do Acaray. De bergketen vormt thuisbasis voor een dorp van het inheemse volk Waiwai. Het dorp werd voor het eerst genoemd rond 1837.